# 307
Cette page concerne l'année 307  du calendrier julien. Pour l'année 307 av. J.-C., voir 307 av. J.-C. Pour le nombre 307, voir 307 (nombre). Pour la voiture, voir Peugeot 307.
L'année 307 est une année commune qui commence un mercredi.

## Événements
- 8 janvier : l'empereur de Chine Huidi est empoisonné, sans doute par le régent Sima Yue ; son fils Sima Chi lui succède. Il convoque l'ancien régent Sima Yong pour qu'il devienne son ministre des travaux, mais ce-dernier est assassiné avec ses trois fils. Sa mort marque la fin de la Guerre des huit princes[1].
- 31 mars : après son divorce de Minervina, Constantin épouse Fausta, sœur de Maxence et fille de Maximien Hercule[2]. Ce dernier le reconnait comme Auguste (ou en septembre)[3].
- Avril : Sévère, chargé par Galère de renverser Maximien et Maxence, abandonné par ses troupes, est vaincu par Maxence après une tentative de marche sur Rome[2]. Réfugié à Ravenne, il accepte d'abdiquer si on lui laisse la vie sauve ; il est mis en prison à Rome et Maxence et Maximien s’emparent de ses possessions du nord de l'Italie et du Haut-Danube[3].
- Été : Constantin est en Bretagne ; Galère mène une campagne sur le Danube ; Maxence et Maximien, prévoyant une attaque de Galère, mettent l'Italie et Rome en défense[3].
- 16 septembre : Sévère se donne la mort (ou est exécuté) en prison à Tres Tabernae près de Rome[3].
- Automne, Interamna[3] : Galère est forcé d'abandonner une seconde invasion de l'Italie du fait de la déloyauté de son armée[2]. Maxence réoccupe le nord de l'Italie, puis s'assure par ses agents de la loyauté de l'Espagne, ce qui déplait à Constantin[3].

## Décès en 307
- 8 janvier : Huidi, second empereur de Chine de la dynastie Jin[1].
- 16 septembre : Sévère, empereur romain[4].
- Julienne de Nicomédie, martyre[5].